# Ressaquinha
Ressaquinha este un oraș în Minas Gerais (MG), Brazilia.